# Franciscus Lubecus

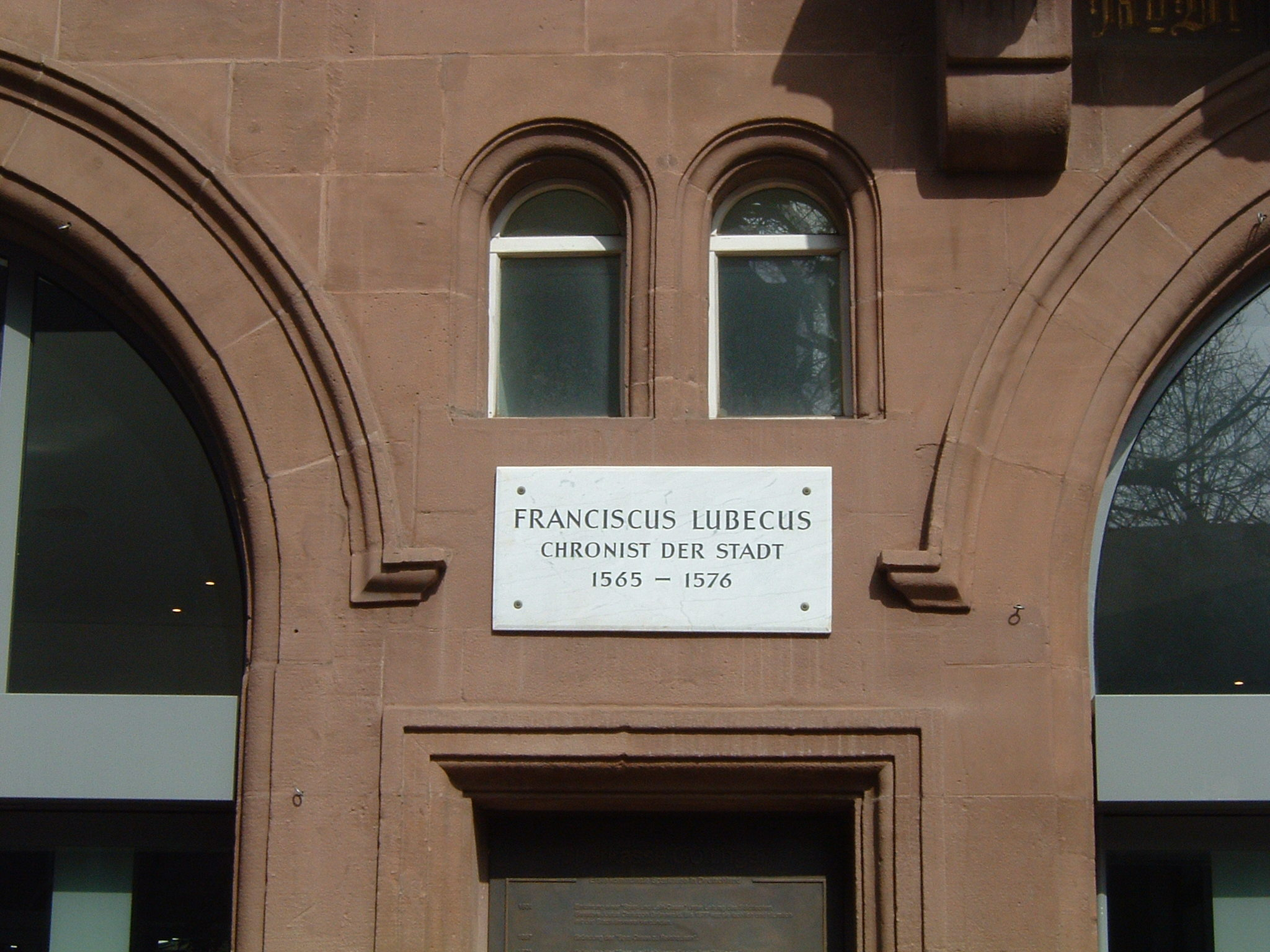
Göttinger Gedenktafel, seit 1990 am wesentlich jüngeren Nachfolgebau des Geburts- und Wohnhauses von Franciscus Lubecus in Göttingen, Markt 5

Franciscus Lubecus (* 31. Oktober 1533 in Göttingen; † 1595 ebenda; eigentlich Franz Lübeck) war ein deutscher Lehrer, Theologe und Geschichtsschreiber.

## Leben und Wirken
Im Jahre 1553 schrieb sich der zwanzigjährige Lubecus in der Universität Wittenberg ein, wo damals der berühmte Humanist und Reformator Philipp Melanchthon lehrte. Anschließend wirkte er kurzfristig als Lehrer in Hannoversch Münden. Er wechselte bald darauf in die geistliche Laufbahn und war von 1558 bis 1565 „Diaconus“ (Pfarrer) in Uslar sowie von 1565 bis 1576 „Capellan“ (zweiter Pfarrer) an der Johanniskirche in Göttingen. Darauf ging er für acht Jahre als „Pastor primarius“ nach Northeim. Nach einem „Bruch in seiner geistlichen Karriere“ kehrte er nach Göttingen zurück, trat aber bereits 1587 eine Pfarrstelle in dem damals hessischen Dorf Höckelheim bei Northeim an, wo er 1595 im Alter von 62 Jahren verstarb. Seine frühere Tätigkeit in Göttingen war Anlass für das Privileg in der dortigen Johanniskirche begraben zu werden.
Lubecus verfasste mehrere große Geschichtswerke, darunter die Braunschweigisch-Lüneburgische Chronik und die Göttinger Annalen.

### Göttinger Annalen
Als Autor der sogenannten Göttinger Annalen wurde er zum „ersten Göttinger Geschichtsschreiber“. Er bezog seine Informationen für die Darstellung früherer Zeiten aus zeitgenössischen Chroniken anderer Städte und aus weiter verbreiteten mittelalterlichen Werken. Auch zog er die Aufzeichnungen des Göttinger Bürgers Johannes Rivesolt aus den Jahren 1444 bis 1504 heran. Lubecus’ Darstellung ist zwar nicht immer zuverlässig, sein Werk gilt heute jedoch als unschätzbare Quelle für die Göttinger Stadtgeschichtsforschung. Das schwer lesbare Manuskript der Göttinger Annalen von Lubecus wurde von Reinhard Vogelsang transkribiert und 1994 veröffentlicht.

## Schriften
- Braunschweigisch-Lüneburgische Chronik, begonnen am 1. November 1573. (Autograph im Stadtarchiv Göttingen[5])
- Genealogiae principum ducatus Luneburgensis et Brunsvicensis. (Autograph im Stadtarchiv Göttingen[6])
- Historia oder Chronica von erster Ankunfft und Ende der Graffschaft Northeim auch von des Closters Anfang und Ende und von der Stadt Northeim, was sich davor Geschichte zu wisen Nutz und zu lesen lustig zugetragen, bis auf dies Jahr so man schreibt nach Christi geburth 1577 zusammengeschrieben durch Franciscum Lubecum Göttingensem. (Autograph im Niedersächsischen Landesarchiv Wolfenbüttel[7][8])
- Chronica und annales der loblichen etwan keiserfreien, itzo fürstlich braunswigischen stadt Gottingen bie der Leinen, was sich von jaren zu jaren rühmlich und zu wissenlich begeben und zugedragen. Zusammengezogen durch Ern Franciscum Lubecum Gottingensaem. (Autograph im Stadtarchiv Göttingen[9])

### Bearbeitungen derGöttinger Annalen
- Bruno Crome (Hrsg.): Kulturgeschichtliche Miniaturen vom Ausgang des Mittelalters aus einer alten Chronik. Auszug aus: Chronika und Annales der Stadt Göttingen. Vandenhoeck & Ruprecht, Göttingen 1921.
- Reinhard Vogelsang (Bearbeiter): Franciscus Lubecus: Göttinger Annalen. Von den Anfängen bis zum Jahr 1588 (= Quellen zur Geschichte der Stadt Göttingen, Bd. 1). Wallstein, Göttingen 1994, ISBN 3-89244-088-3. (Auszug in Google Books)